# Pseudovesicaria
Pseudovesicaria, monotipski biljni rod iz porodice kupusovki (Brassicaceae), čija je jedina vrsta P. digitata raširenana području Kavkaza i nekim krajevima bivše Jugoslavije.
To je dvogodišnja biljka  sa stabljikom dugom 5-20 cm, uzdižuća, uglavnom nerazgranata, gola. Raste na nadmorskim visinama od 2000 do 3900 m. Cvate tijekom lipnja i srpnja. Vrsta je uvrštena u Crvenu knjigu Rusije, u Armeniji je klasificirana kao kritično ugrožena (CR).

## Sinonimi
- Alyssum digitatum (C.A.Mey.) Kuntze
- Vesicaria digitata C.A.Mey.